# 프레데리크 1세

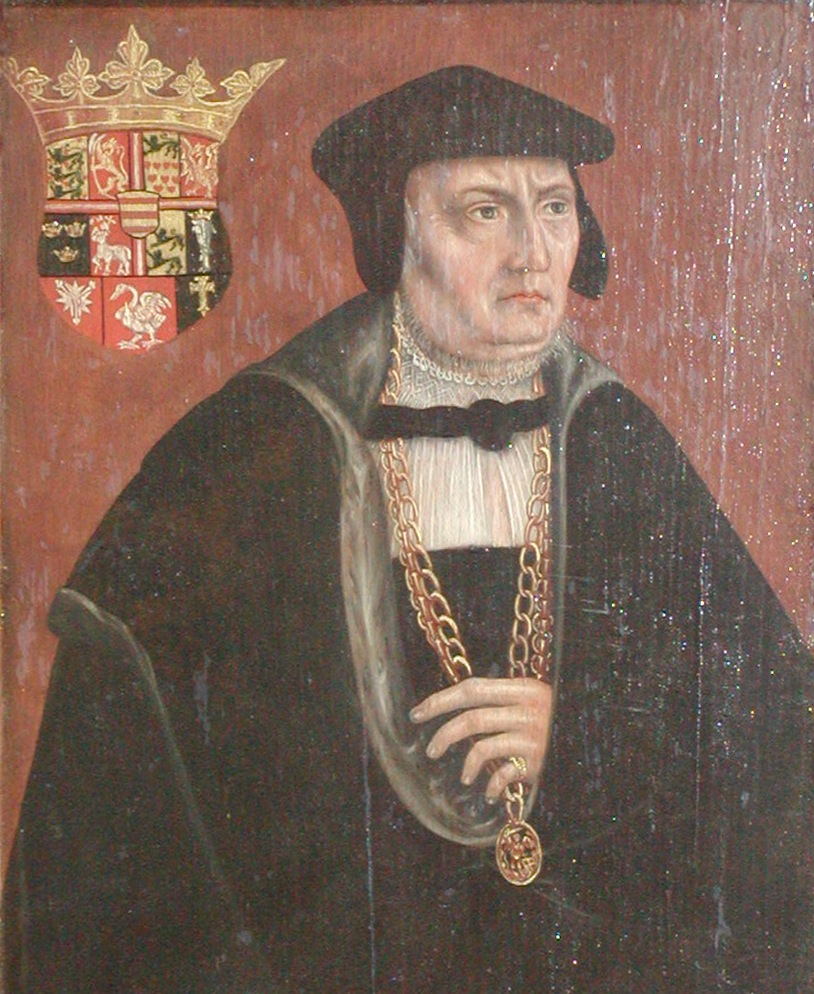
프레데리크 1세

프레데리크 1세(덴마크어: Frederick I, 노르웨이어: Frederick I, 1471년 10월 7일 ~ 1533년 4월 10일)는 덴마크의 국왕(재위: 1523년 1월 20일 ~ 1533년 4월 10일)이자 노르웨이의 국왕(재위: 1523년 1월 20일 ~ 1533년 4월 10일)이다.

## 생애
크리스티안 1세 국왕과 그의 아내인 브란덴부르크의 도로테아(Dorothea)의 아들로 태어났다. 1482년 아버지가 사망한 이후에 자신의 형인 한스 국왕과 함께 슐레스비히, 홀슈타인의 공동 공작으로 즉위했다.
1500년에는 슐레스비히, 홀슈타인의 공동 공작을 역임하고 있던 한스 국왕이 디트마르셴(Dithmarschen)을 정복하기 위해 대규모의 병력을 파병했지만 1500년 2월 17일에 일어난 헤밍슈테트(Hemmingstedt) 전투에서 디트마르셴의 소작농들에게 패배하고 만다. 또한 슐레스비히, 홀슈타인의 기사들 가운데 1/3이 희생되기도 했다.
1513년 한스 국왕이 사망하면서 윌란반도 출신 귀족들로부터 덴마크의 국왕으로 추대되었지만 국왕으로 즉위하는 것을 거절했다. 1523년 자신의 조카이자 덴마크, 노르웨이, 스웨덴의 국왕이었던 크리스티안 2세가 퇴위하면서 새 국왕으로 즉위했다. 1524년과 1525년에는 크리스티안 2세의 복위를 요구한 윌란반도, 스코네 농민들의 봉기가 일어나면서 위기를 맞기도 했다. 로마 가톨릭교회의 엄숙한 보호자였던 그는 덴마크에 루터교를 전파했던 주요 인물 가운데 하나로 여겨졌다.
1502년 4월 10일에 브란덴부르크의 안나(Anna)와 결혼했으며 슬하에 2명의 자녀를 두었다. 1533년 4월 10일 고토르프(Gottorf) 성에서 사망했으며 그의 시신은 슐레스비히 대성당에 안치되었다. 그의 왕위는 아들인 크리스티안 3세가 승계받았다.